# Alexandre Bioussa
Alexandre Bioussa (francès: Alex Bioussa)  (Tolosa, 17 de març de 1901 - Tolosa, 14 de setembre de 1966) va ser un jugador de rugbi a 15 francès que va competir durant les dècades de 1920 i 1930.
El 1924 va ser seleccionat per jugar amb la selecció de França de rugbi a 15 que va prendre part en els Jocs Olímpics de París, on guanyà la medalla de plata.
Pel que fa a clubs, jugà al Stade Toulousain. Guanyà la lliga francesa el 1923, 1924, 1926 i 1927 i la Challenge Yves du Manoir de 1934. Posteriorment, entre 1947 i 1950 fou entrenador del Stade lavelanétien.